# Kabinett Günther I
Das Kabinett Günther I bildete vom 28. Juni 2017 bis zum 29. Juni 2022 die Landesregierung von Schleswig-Holstein unter Ministerpräsident Daniel Günther. Sie wurde am 28. Juni 2017 in Folge der Landtagswahl in Schleswig-Holstein vom 7. Mai 2017 gebildet.
Im Schleswig-Holsteinischen Landtag verfügte die Koalition von CDU, Bündnis 90/Die Grünen und FDP mit 44 von 73 Sitzen über eine deutliche Mehrheit. Der Koalitionsvertrag wurde von den Verhandlungsführern der drei Parteien am 16. Juni 2017 unterschrieben und bildete die Grundlage für die zweite sogenannte Jamaika-Koalition in einem deutschen Land.
Das Kabinett wurde nach der Landtagswahl 2022 durch eine neu gebildete schwarz-grüne Koalition ebenfalls unter Günthers Führung (Kabinett Günther II) abgelöst.

## Kabinett
| Amt/Ressort | Foto                                                                          | Name | Partei | Partei                                                                                         | Staatssekretäre | Partei | Partei                    |
| --- | ----------------------------------------------------------------------------- | --- | ------ | ---------------------------------------------------------------------------------------------- | --- | ------ | ------------------------- |
| Ministerpräsident |                                                                               | Daniel Günther |        | CDU                                                                                            | - Dirk Schrödter Chef der Staatskanzlei - Ingbert Liebing (bis 31. März 2020) Sandra Gerken (ab 1. April 2020) Bevollmächtigte(r) des Landes Schleswig-Holstein beim Bund |        | CDU                       |
| Erste(r) Stellvertreter(in) des Ministerpräsidenten                                                                                                 |                                                                               | Robert Habeck (bis 6. Februar 2018) |        | Bündnis 90/Die Grünen                                                                          | |        |                           |
| Erste(r) Stellvertreter(in) des Ministerpräsidenten                                                                                                 | Monika Heinold (ab 6. Februar 2018)                                           | |        | Bündnis 90/Die Grünen                                                                          | |        |                           |
| Ministerin der Finanzen | Monika Heinold                                                                | - Philipp Nimmermann (bis 17. Januar 2019) Udo Philipp (1. März 2019 bis 15. Dezember 2021) Steuern - Silke Schneider (vom 29. Juni 2017 bis 1. Juni 2020) Silke Torp (ab 2. Juni 2020) Landeshaushalt |        | Bündnis 90/Die Grünen                                                                          | Bündnis 90/Die Grünen |        |                           |
| Zweiter Stellvertreter des Ministerpräsidenten |                                                                               | Heiner Garg |        | FDP                                                                                            | |        |                           |
| Minister für Soziales, Gesundheit, Jugend, Familie und Senioren                                                                                     | - Matthias Badenhop                                                           | Heiner Garg |        | FDP                                                                                            | FDP |        |                           |
| Minister(in) für Justiz, Europa, Verbraucherschutz und Gleichstellung; ab 15. Mai 2020: Minister für Justiz, Europa und Verbraucherschutz           |                                                                               | Sabine Sütterlin-Waack (bis 29. April 2020) |        | CDU                                                                                            | - Wilfried Hoops (ab 29. Juni 2017) |        | parteilos (Vorschlag CDU) |
| Minister(in) für Justiz, Europa, Verbraucherschutz und Gleichstellung; ab 15. Mai 2020: Minister für Justiz, Europa und Verbraucherschutz           | Claus Christian Claussen (ab 4. Mai 2020)                                     | |        | CDU                                                                                            | - Wilfried Hoops (ab 29. Juni 2017) |        | parteilos (Vorschlag CDU) |
| Ministerin für Bildung, Wissenschaft und Kultur |                                                                               | Karin Prien | CDU    | - Oliver Grundei Wissenschaft und Kultur                                                       | | CDU    |                           |
| Ministerin für Bildung, Wissenschaft und Kultur | - Dorit Stenke Bildung                                                        | Karin Prien | CDU    |                                                                                                | parteilos (Vorschlag CDU) |        |                           |
| Minister(in) für Inneres, ländliche Räume und Integration; ab 15. Mai 2020: Ministerin für Inneres, ländliche Räume, Integration und Gleichstellung |                                                                               | Hans-Joachim Grote (bis 28. April 2020) | CDU    | - Torsten Geerdts Integration und Polizei - Kristina Herbst (bis 7. Juni 2022) Ländliche Räume | | CDU    |                           |
| Minister(in) für Inneres, ländliche Räume und Integration; ab 15. Mai 2020: Ministerin für Inneres, ländliche Räume, Integration und Gleichstellung | Sabine Sütterlin-Waack (ab 29. April 2020)                                    | | CDU    | - Torsten Geerdts Integration und Polizei - Kristina Herbst (bis 7. Juni 2022) Ländliche Räume | | CDU    |                           |
| Minister für Energiewende, Landwirtschaft, Umwelt, Natur und Digitalisierung                                                                        |                                                                               | Robert Habeck (bis 31. August 2018) |        | Bündnis 90/Die Grünen                                                                          | - Anke Erdmann (bis 5. April 2019) Dorit Kuhnt (ab 5. April 2019) Landwirtschaft und Natur - Tobias Goldschmidt Energiewende, Umwelt und Digitalisierung                  |        | Bündnis 90/Die Grünen     |
| Minister für Energiewende, Landwirtschaft, Umwelt, Natur und Digitalisierung                                                                        | Jan Philipp Albrecht (1. September 2018 bis 2. Juni 2022)                     | |        | Bündnis 90/Die Grünen                                                                          | - Anke Erdmann (bis 5. April 2019) Dorit Kuhnt (ab 5. April 2019) Landwirtschaft und Natur - Tobias Goldschmidt Energiewende, Umwelt und Digitalisierung                  |        | Bündnis 90/Die Grünen     |
| Minister für Energiewende, Landwirtschaft, Umwelt, Natur und Digitalisierung                                                                        | Monika Heinold (ab 2. Juni 2022 mit der Wahrnehmung der Geschäfte beauftragt) | |        | Bündnis 90/Die Grünen                                                                          | - Anke Erdmann (bis 5. April 2019) Dorit Kuhnt (ab 5. April 2019) Landwirtschaft und Natur - Tobias Goldschmidt Energiewende, Umwelt und Digitalisierung                  |        | Bündnis 90/Die Grünen     |
| Minister für Wirtschaft, Verkehr, Arbeit, Technologie und Tourismus                                                                                 |                                                                               | Bernd Buchholz |        | FDP                                                                                            | Thilo Rohlfs |        | FDP                       |